# De Pinte
De Pinte là một đô thị ở tỉnh Oost-Vlaanderen. Trước khi thành một đô thị riêng năm 1868, De Pinte đã từng thuộc Nazareth. Đô thị này bao gồm các thị xã De Pinte và Zevergem. Tại thời điểm ngày 1 tháng 1 năm  2006 De Pinte có tổng dân số 10.235 người. Tổng diện tích là 17,98 km² với mật độ dân số là 569 người trên mỗi km².
De Pinte giáp Sint-Martens-Latem về phía tây bắc, Ghent về phía bắc, Merelbeke về phía đông, Gavere về phía nam và Nazareth về phía tây nam.